# Дистель, Людвиг
Людвиг Дистель (нем. Ludwig Diestel; 28 сентября 1825, Кёнигсберг, королевство Пруссия — 15 мая 1879, Тюбинген, Германская империя) — протестантский педагог и теолог, представитель евангелической теологии.

## Биография
Родился 28 сентября 1825 года в Кёнигсберге в семье интендант-секретаря Людвига Фердинанда Дистеля. Кроме него у родителей были ещё четыре ребёнка. После смерти отца в 1831 году, мать с детьми поселилась в доме своего брата-пастора в Кёнигсберге. В 1833 году Дистель поступил в коллегиум Фридриха, где увлекся филологией под влиянием работ Карла Лерса. В 1844 году поступил в Кёнигсбергский университет, где изучал теологию. 22 октября 1847 года с отличием сдал первый экзамен по теологии. В 1847—1848 году прослушал курс лекций в Берлинском и Боннском университетах. В последнем в апреле 1850 года окончил педагогический курс и сдал второй экзамен по теологии. 7 февраля 1851 года получил место приватдоцента в Боннском университете. В это время Дистель познакомился с теологом Альбрехтом Ричлем, с которым в дальнейшем у него установились дружеские отношения.
В 1862 году получил место профессора теологии в Грайфсвальдском университете. В 1867 году перешёл в Йенский университет. И, наконец, в 1872 году Дистель занял место профессора теологии в Тюбингенском университете. Умер в Тюбингене, после непродолжительной болезни, 15 мая 1879 года.
Опубликовал множество экзегетических и религиозно-исторических сочинений. Известность ему принесла работа «История Ветхого Завета в христианской церкви», впервые изданная в Йене в 1869 году. Дистель не просто дал описание истории исследований, а, как он сам написал в предисловии к первому изданию, представил «всеобъемлющее изложение того, каким образом Ветхий Завет в христианской церкви подвергался научной обработке, теологическому пониманию и практическому использованию от начала до настоящего времени». Как либеральный богослов, в 1873 году в «Йенской декларации» Дистель поддержал коллегу, Карла Леопольда Адольфа Зюдова в вопросах защиты свободы преподавания.
С 1844 года Дистель состоял в браке с Софией Генриеттой Эммой Антонией Делиус, с которой у него родились три дочери и три сына. Дочерью богослова была известная камерная певица Мета Дистель.

## Сочинения
- Der Segen Jakob’s in Genes. XLIX: historisch erläutert (1853)
- Geschichte des Alten Testamentes in der christlichen Kirche (1869)
- Die Sintflut und die Flutsagen des Alterthums (1871)